# Mikulka (Plaská pahorkatina)

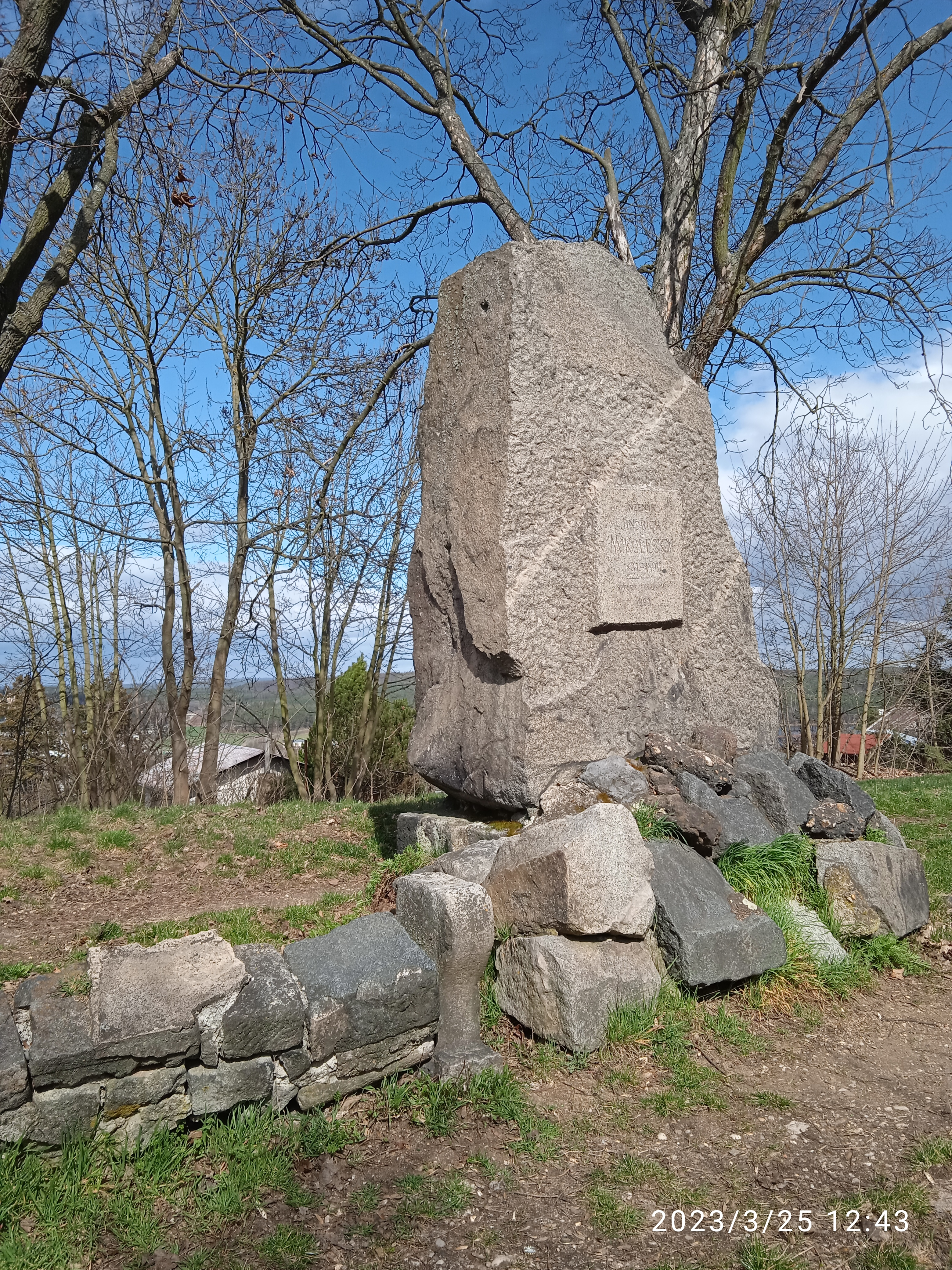
Mikulka březen 2023

Vrchol Mikulky 378 metrů nad mořem vytváří téměř rovný, 200 metrů dlouhý hřeben nad Fakultní nemocnicí v Plzni. Býval zde výhled na město, dnes[kdy?] jej zastiňují nálety keřů a jiného porostu. Ve středověku se vrch nazýval Cambal. Název pochází ze staré češtiny a znamenal trs nebo chomáč. Vrch byl patrně porostlý jen nízkým křovím. Název Mikulka vznikl podle ing. Mikoleckého, narozeného roku 1837, který pracoval ve strojírně Emila Škody a zasloužil se mj. i o elektrifikaci města. Dříve se vrch nazýval též Stráž nebo Strážovský či Šibeniční vrch. Pozemek patřil rodině Mikoleckých a dědicové ho pak věnovali Jednotě pro zakládání sadů a zkrášlení města Plzně. Byl zde vysazen borovicový háj, z kterého zbývají dnes jen pařezy. Členové Spolku techniků roku 1893 zde postavili Jindřichu Mikoleckému pomník.
Geomorfologicky vrch spadá do celku Plaská pahorkatina, podcelku Kaznějovská pahorkatina, okrsku Hornobřízská pahorkatina, podokrsku Třemošenská pahorkatina a její Bolevecké části